# 2168 Swope
2168 Swope eller 1955 RF1 är en asteroid i huvudbältet, som upptäcktes 14 september 1955 av Indiana Asteroid Program vid Indiana University Bloomington med Goethe Link Observatory. Asteroiden har fått sitt namn efter Henrietta Hill Swope.
Asteroiden har en diameter på ungefär 8 kilometer.